# 斉藤竜明
斉藤 竜明（さいとう たつあき、1969年6月17日 - ）は、北海道有珠郡大滝村（現在は伊達市大滝区）出身、東京都北区赤羽在住の、代表曲『フラノの歌』で知られるシンガーソングライター、冒険家。

## 人物
その一見冴えない風貌、極限まで出費を切り詰めた貧乏生活、気どらない性格、音楽へのひたむきな姿勢、透き通った高音域の美声から、赤羽のポール・ポッツの異名をとる。また、同様の趣旨で、赤羽のスーザン・ボイルと呼ばれることもある（ただし、ポールが同性・男性歌手であるのに対して、スーザンは異性・女性歌手である）。

## 略歴
- 2004年1月29日放送のテレビ朝日系「銭形金太郎」にビンボーさんとして出演する。白いタンクトップをファッションの基調としており、主な収入源はアルバイト、生活を極限まで切りつめたアパート暮らしを披露した。代表曲「フラノの歌」を歌う。
- 2011年8月、日本テレビ系「スター☆ドラフト会議」に出演したことがきっかけでビクターエンタテインメントからメジャーデビューを果たす。[11][12]
- 2011年9月28日放送の「銭形金太郎」- 超ビンボーさん祭スペシャル -で7年ぶりの同番組出演。[13]
- 2013年3月、日本テレビ系「1億人の大質問!?笑ってコラえて!」にて初生中継にて演奏を行う。
- 2014年6月16日、出身地である北海道伊達市大滝のローカルヒーロー「装甲侍無頼鬼怨」をプロデュースし、北海道伊達市が運営している大滝ケーブルテレビで放送を開始した。[14]

## 出演

### テレビドラマ
- 山田孝之の東京都北区赤羽　第六話（テレビ東京＋松竹撮影所、2015年2月14日放送）[15]

### バラエティ番組
- 銭形金太郎（テレビ朝日）
- サカスさん（TBSテレビ）
- シロウト名鑑（テレビ東京）
- スター☆ドラフト会議（日本テレビ）
- スッキリ!!（日本テレビ）
- ニッポン!いじるZ（TBSテレビ）
- おしあげNOW（東京MXテレビ）
- モーニングバード（テレビ朝日）
- Nスタ（TBSテレビ）
- 1億人の大質問!?笑ってコラえて! 3時間SP （2013年3月20日、日本テレビ）
- トーキョーライブ24時（テレビ東京）

### ライブ
- ライブイン・DIKIDIKI[16]（2004年12月19日、赤羽一番街）
- ライヴイン・渋谷クロコダイル[17]「花と風と月と」 （2008年7月13日）
- 星の井戸端会議 VOL.1 （2011年11月12日）
- 星の井戸端会議 VOL.2 （2011年12月10日）
- 星の井戸端会議 VOL.3 （2012年1月14日）
- 星の井戸端会議 VOL.4 （2012年2月28日）
- 星の井戸端会議 VOL.5 （2012年7月7日）
- 星の井戸端会議 VOL.6 （2012年10月6日）
- 星の井戸端会議 VOL.7 （2013年1月5日）
- 北赤羽 Bar BRAST[18] 斉藤竜明&小林邦重・合同ライブ （2012年12月21日）
- 新橋レッドペッパー[19] 魂のライブ VOL.1 （2013年2月20日）
- 新橋レッドペッパー魂のライブ VOL.2 （2013年2月28日）
- 新橋レッドペッパー魂のライブ VOL.3 （2013年3月6日）
- 新橋レッドペッパー魂のライブ VOL.4 （2013年3月13日）

## ディスコグラフィ

### シングル
- フラノの歌 （2011年8月3日、ビクターエンタテインメント）[20]

1.フラノの歌
2.荒野の狼
- 明日、必ず、バンディッツ （2011年9月、テレビ東京ミュージック）

1.明日、必ず、バンディッツ
2.THEシロウト名鑑

### アルバム
- ある旅人の歌/フラノの歌 （2004年7月21日、ラッツパック・レコード株式会社）

1．フラノの歌
2．応える者
3．眠れぬ街角
4．鉄の鳥
5．旅人たちの夕べより（ボーナストラック｜？？？の歌）　シークレットトラック
6．緑青
7．お前，旅に出ようぜ
8．Down Town
9．旅人たちの夕べより（ボーナストラック｜フラノの歌ライブ）　シークレットトラック
- 永遠の、少年 （2006年8月20日、軍曹レーベル）

1.BANG×3
2.応える者（2006年版）
3.永遠に
4.遠い空のかなたに
5.星のJ-psy
6.LaiLai J-psy's
7.田舎者
8.情熱の夢追い人
9.冬銀河
10.永遠の、少年

## 書籍

### 著書
- 路上生活365日 （2013年5月20日、カルカッタレコード）

### 掲載書籍
単行本
- 東京貧乏宇宙 （2009年3月、雷鳥社）

雑誌
- 週刊女性 （2004年11月23日号）
- EX大衆 （2004年12月19日号）
- BerettaP09「東京貧乏宇宙」 （2004年12月19日号）
- AERA （2011年12月5日号）[21]

新聞
- 日本経済新聞 （2012年10月27日夕刊）
- 北海道新聞 （2013年1月4日）
- 東京新聞 （2013年1月14日）
- 赤羽Styles （2011No.6冬号、編集・発行：まちづくり北株式会社）[22]

漫画
- 東京都北区赤羽 （7巻、2011年9月16日）[23]